# Paolo Bossoni
Paolo Bossoni (San Secondo Parmense, 2 luglio 1976) è un ex ciclista su strada italiano, professionista dal 1999 al 2008 e vincitore di una tappa alla Vuelta a España 2000.
È cugino primo dell'ex calciatore Nicola Berti.

## Carriera
Dilettante di successo, con numerose vittorie di rilievo all'attivo nel triennio 1996-1998, Bossoni debuttò nella categoria professionisti nel 1999, ottenendo nello stesso anno il secondo posto nella quinta tappa del Tour de Pologne. Nella stagione 2000, con la maglia della Cantina Tollo, vinse la sesta tappa della Vuelta a España, piazzandosi davanti ad Óscar Freire e Erik Zabel.
Nel 2003, passato alla Vini Caldirola-So.Di., ottenne importanti risultati tra i quali la vittoria della Coppa Sabatini e tre piazzamenti al secondo posto nella tappa del 24 luglio del Tour de France, dietro a Servais Knaven, e nella prima e seconda tappa del Giro della Liguria. Messo sotto contratto dalla Tenax nell'ottobre del 2005, vinse il Trofeo Città di Castelfidardo nel 2006 e terminò al secondo posto nella quinta tappa dello Ster Elektrotoer.
All'inizio della stagione 2007 passò al team Lampre-Fondital, e all'inizio del mese di luglio si piazzò secondo al Campionato italiano su strada. Durante il Tour de France della medesima stagione si dimostrò uno dei corridori più combattivi, inserendosi in numerose fughe e cogliendo preziosi piazzamenti nei primi 10 in diverse occasioni. Il 22 ottobre 2008 fu condannato dal tribunale antidoping del CONI a due anni di squalifica dopo essere risultato positivo all'eritropoietina ricombinante il 29 giugno dello stesso anno a Bergamo, durante la Settimana Tricolore.

## Palmarès
- 1996 (dilettanti)

Trofeo Centro Commerciale Pianella
Trofeo Parmeggiani Progetti
- 1997 (dilettanti)

Coppa Caduti di Reda
Milano-Busseto
- 1998 (dilettanti)

Trofeo Gordini
Piccola Sanremo
Coppa della Pace
Gran Premio Palio del Recioto
Coppa Mario Menozzi
6ª tappa Girobio (Volpedo > Castellarano)
4ª tappa Giro Ciclistico Pesche Nettarine di Romagna (Lavezzola > Cotignola)
Trofeo Rigoberto Lamonica
- 2000

6ª tappa Vuelta a España (Benidorm > Valencia)
- 2001

Giro del Lago Maggiore
1ª tappa Brixia Tour (Darfo Boario Terme > Concesio)
- 2002

Gran Premio Industria Commercio Artigianato Carnaghese
- 2003

Coppa Sabatini
- 2006

Trofeo Città di Castelfidardo

### Altre vittorie
- 2003

Classifica a punti Giro della Liguria

## Piazzamenti

### Grandi Giri
- Giro d'Italia

2001: 104º
2008: fuori tempo (16ª tappa)
- Tour de France

2002: ritirato
2003: 134º
2007: 95º
- Vuelta a España

2000: 88º
2002: 96º